# Syénite

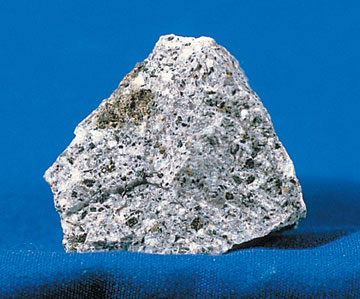
Morceau de syénite.

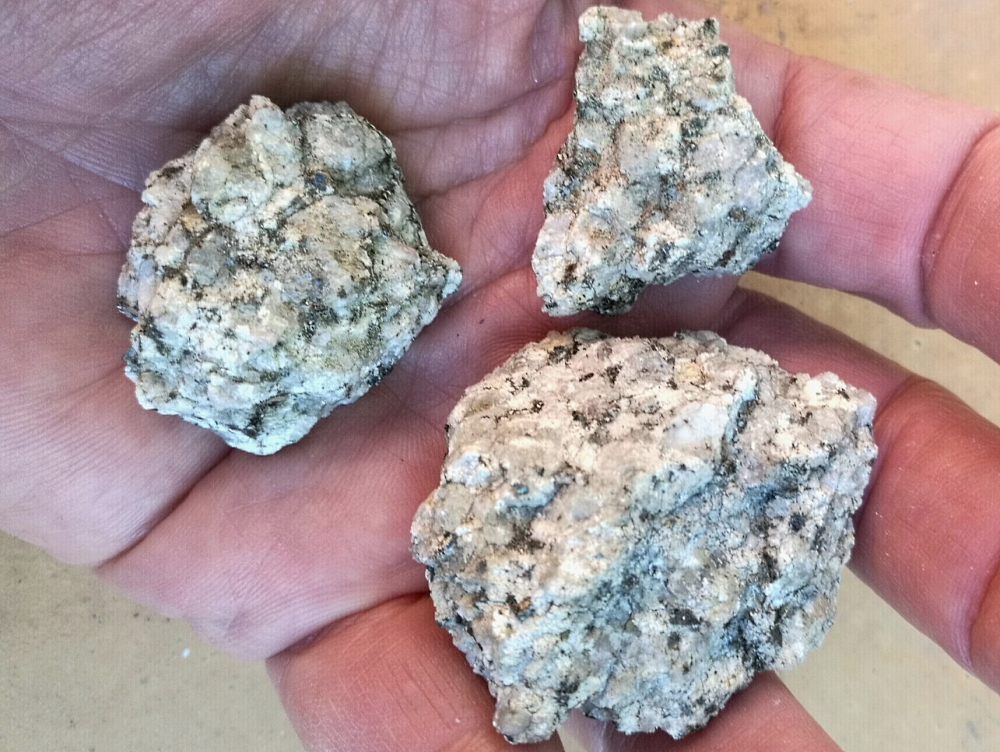
Échantillons de syénite du mont Tretorre en Corse.

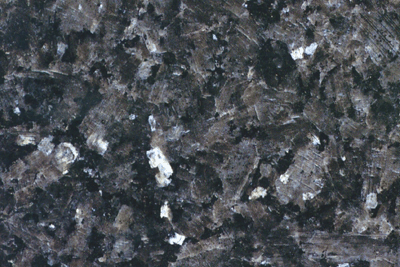
La larvikite, connue sous le nom de Blue Pearl (Perle bleue), est une syénite aux reflets bleu ciel.

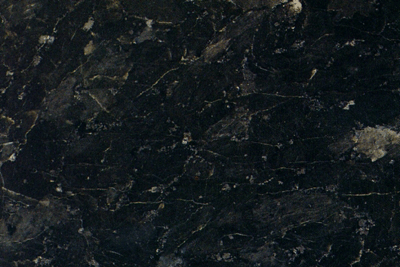
Autre larvikite, connue sous le nom d’Emerald Pearl (Perle émeraude), une syénite bleu foncé.

La syénite est une roche magmatique plutonique grenue, de couleur grise, violacée ou rougeâtre. Elle est composée principalement de feldspath alcalin, de biotite et de hornblende, et accessoirement (typiquement moins de 10%) de feldspaths plagioclases.

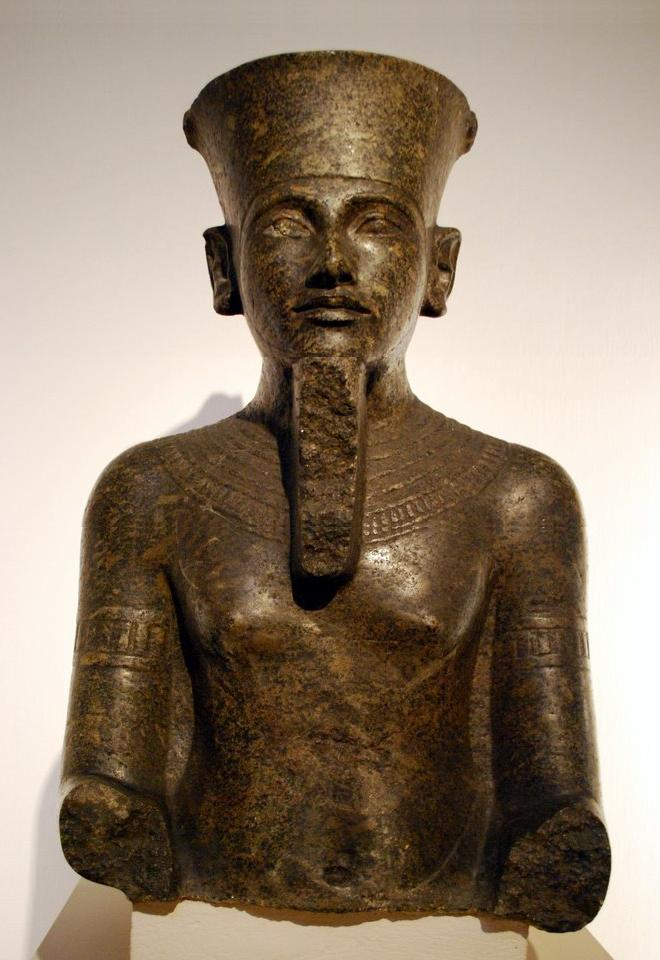
Statue d'Amon (1333-1323) en syénite, Karnak (Égypte).

Son nom vient de Syène, ancien nom de la ville d'Assouan (Égypte), même si la roche provenant d'Assouan est en réalité un granite rose. Elle se rapproche du granite mais ne contient pas de quartz.
La larvikite est apparentée aux syénites, mais plus riche en feldspaths plagioclases, ce qui les associe aux monzonites.
L'équivalent volcanique d'une syénite est un trachyte.

## Les épisyénites
Les épisyénites sont issues d'un leucogranite dont les quartz ont été dissous par des fluides. Dans les emplacements libérés par le quartz on peut trouver des minerais comme l'uranium (pechblende).

## Syénite à néphéline
La syénite à néphéline est une roche ignée plutonique constituée essentiellement de feldspaths alcalins et sodiques et de néphéline. Elle peut contenir des minéraux ferromagnésiens (pyroxène, amphibole, biotite) ainsi que d’autres feldspathoïdes (sodalite, cancrinite, analcime). Les minéraux accessoires sont constitués de magnétite, d’apatite, de zircon, de calcite et de silicates de terres rares.

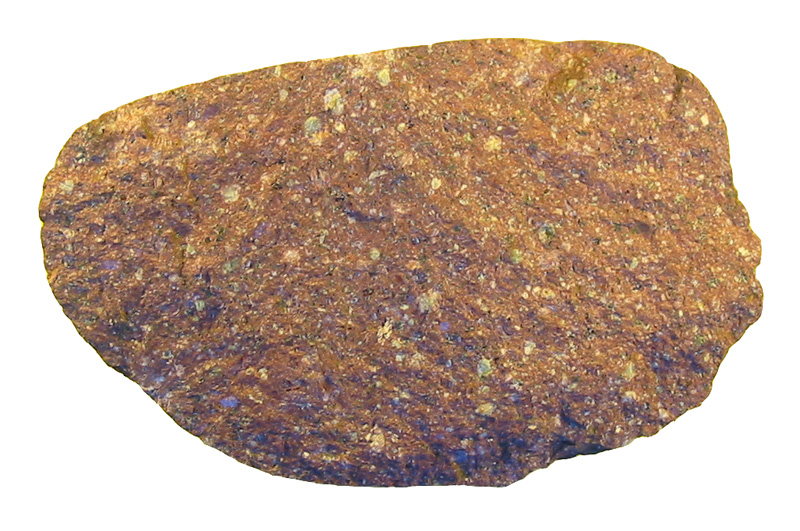
Variété leucogranitique de syénite néphélinique en Suède.

## Vaugnérite
La vaugnérite est une syénite calco-alcaline potassique, mésocrate, à biotite associée à des microclines, des plagioclases (oligoclase-andésine) et des hornblendes. Elle se retrouve au sein de massifs granitiques qu'elle recoupe sous forme de dykes ou de veines.
Son nom vient du Val Noir situé dans les monts du Lyonnais, à une vingtaine de kilomètres de Lyon, tout comme la commune de Vaugneray dont l'église est construite en vaugnérite (appelée « vaugneurite » en patois valnégrien).